# راندي كيلر
كان راندي كيلر (16 يوليو 1944 - 21 يوليو 2024) من دعاة السلام ومعارضي الضرائب والمدافعين عن العدالة الاجتماعية. اعترض كيلر على تورط أمريكا في حرب فيتنام ورفض التعاون مع التجنيد الإجباري. وهو معروف أيضًا بقراره، إلى جانب زوجته بيتسي كورنر، بالتوقف عن دفع ضرائب الدخل الاتحادية احتجاجًا على الحرب والإنفاق العسكري، وهو القرار الذي أدى إلى مصادرة مصلحة الضرائب الداخلية لمنزلهما في عام 1989.
كان كيلر مشاركًا في العديد من المنظمات المناهضة للحرب في الستينيات والسبعينيات، وفي أوائل الثمانينيات كان زعيمًا في حركة ضد الأسلحة النووية.